# Ginette Durand
Pour les articles homonymes, voir Durand.
Ginette Francine Durand, née Ramage le 5 avril 1929 à Roanne et morte le 29 mars 2018 à Orange,, est une gymnaste artistique française.
Aux Championnats du monde de gymnastique artistique 1950, elle est médaillée d'argent au concours général par équipes.
Elle dispute à l'âge de 23 ans les Jeux olympiques d'été de 1952 à Helsinki, sans obtenir de podium.